# V Rájích
V Rájích je přírodní rezervace v okrese České Budějovice. Nachází se v Třeboňské pánvi podél Spolského potoka, jeden kilometr severně od vsi Spolí. Předmětem ochrany je slatina jen místy zalesněná, lokalita rosnatky okrouhlolisté (Drosera rotundifolia) a evropsky významného druhu srpnatka fermežová (Hamatocaulis vernicosus).